# Pievebovigliana
Pievebovigliana – była gmina i od 1 stycznia 2017 r. jedna z frakcji (wł. frazioni) gminy Valfornace we Włoszech, w regionie Marche, w prowincji Macerata.
Według danych na rok 2004 gminę zamieszkiwało 880 osób, 32,6 os./km².